# Pilade Luchetti
Pilade Luchetti (Lucca, 28 giugno 1907 – Magenta, 16 novembre 1994) è stato un allenatore di calcio e calciatore italiano, di ruolo attaccante.

## Caratteristiche tecniche
Giocava come ala.

## Carriera
Giocò in Divisione Nazionale e Serie A con Triestina e Fiorentina.

## Palmarès

### Giocatore

#### Competizioni nazionali
- Campionato italiano di Serie B: 1

Fiorentina: 1930-1931